# برایینا (راژانگ)
برایینا (به صربی: Braljina) یک منطقهٔ مسکونی در صربستان است که در ناحیه نیشاوا واقع شده‌است. برایینا ۲۶۶ نفر جمعیت دارد.